# Bermonville
Bermonville és un municipi francès situat al departament del Sena Marítim i a la regió de Normandia. L'any 2007 tenia 458 habitants.

## Demografia

### Població
El 2007 la població de fet de Bermonville era de 458 persones. Hi havia 149 famílies de les quals 24 eren unipersonals (12 homes vivint sols i 12 dones vivint soles), 35 parelles sense fills i 90 parelles amb fills.
La població ha evolucionat segons el següent gràfic:
Habitants censats

### Habitatges
El 2007 hi havia 169 habitatges, 153 eren l'habitatge principal de la família, 8 eren segones residències i 8 estaven desocupats. 166 eren cases i 2 eren apartaments. Dels 153 habitatges principals, 125 estaven ocupats pels seus propietaris, 27 estaven llogats i ocupats pels llogaters i 1 estava cedit a títol gratuït; 2 tenien dues cambres, 10 en tenien tres, 42 en tenien quatre i 99 en tenien cinc o més. 118 habitatges disposaven pel capbaix d'una plaça de pàrquing. A 59 habitatges hi havia un automòbil i a 82 n'hi havia dos o més.

### Piràmide de població
La piràmide de població per edats i sexe el 2009 era:
| Homes | Edats   | Dones |
| ----- | ------- | ----- |
| 0     | 95 o +  | 0     |
| 0     | 90 a 94 | 0     |
| 0     | 85 a 89 | 0     |
| 0     | 80 a 84 | 4     |
| 12    | 75 a 79 | 8     |
| 4     | 70 a 74 | 4     |
| 4     | 65 a 69 | 8     |
| 0     | 60 a 64 | 4     |
| 4     | 55 a 59 | 8     |
| 8     | 50 a 54 | 4     |
| 16    | 45 a 49 | 4     |
| 20    | 40 a 44 | 12    |
| 20    | 35 a 39 | 32    |
| 20    | 30 a 34 | 20    |
| 8     | 25 a 29 | 12    |
| 4     | 20 a 24 | 8     |
| 4     | 15 a 19 | 16    |
| 24    | 10 a 14 | 24    |
| 20    | 5 a 9   | 16    |
| 12    | 0 a 4   | 12    |

## Economia
El 2007 la població en edat de treballar era de 288 persones, 231 eren actives i 57 eren inactives. De les 231 persones actives 223 estaven ocupades (121 homes i 102 dones) i 8 estaven aturades (2 homes i 6 dones). De les 57 persones inactives 15 estaven jubilades, 25 estaven estudiant i 17 estaven classificades com a «altres inactius».

### Ingressos
El 2009 a Bermonville hi havia 158 unitats fiscals que integraven 478 persones, la mediana anual d'ingressos fiscals per persona era de 17.536 €.

### Activitats econòmiques
Dels 10 establiments que hi havia el 2007, 2 eren d'empreses alimentàries, 2 d'empreses de fabricació de material elèctric, 2 d'empreses de construcció, 1 d'una empresa de transport, 1 d'una empresa d'informació i comunicació, 1 d'una empresa de serveis i 1 d'una empresa classificada com a «altres activitats de serveis».
Dels 3 establiments de servei als particulars que hi havia el 2009, 1 era una lampisteria, 1 electricista i 1 perruqueria.
L'únic establiment comercial que hi havia el 2009 era una carnisseria.
L'any 2000 a Bermonville hi havia 19 explotacions agrícoles que ocupaven un total de 938 hectàrees.

## Equipaments sanitaris i escolars
El 2009 hi havia una escola elemental integrada dins d'un grup escolar amb les comunes properes formant una escola dispersa.

## Poblacions més properes
El següent diagrama mostra les poblacions més properes.